# Moise Vass

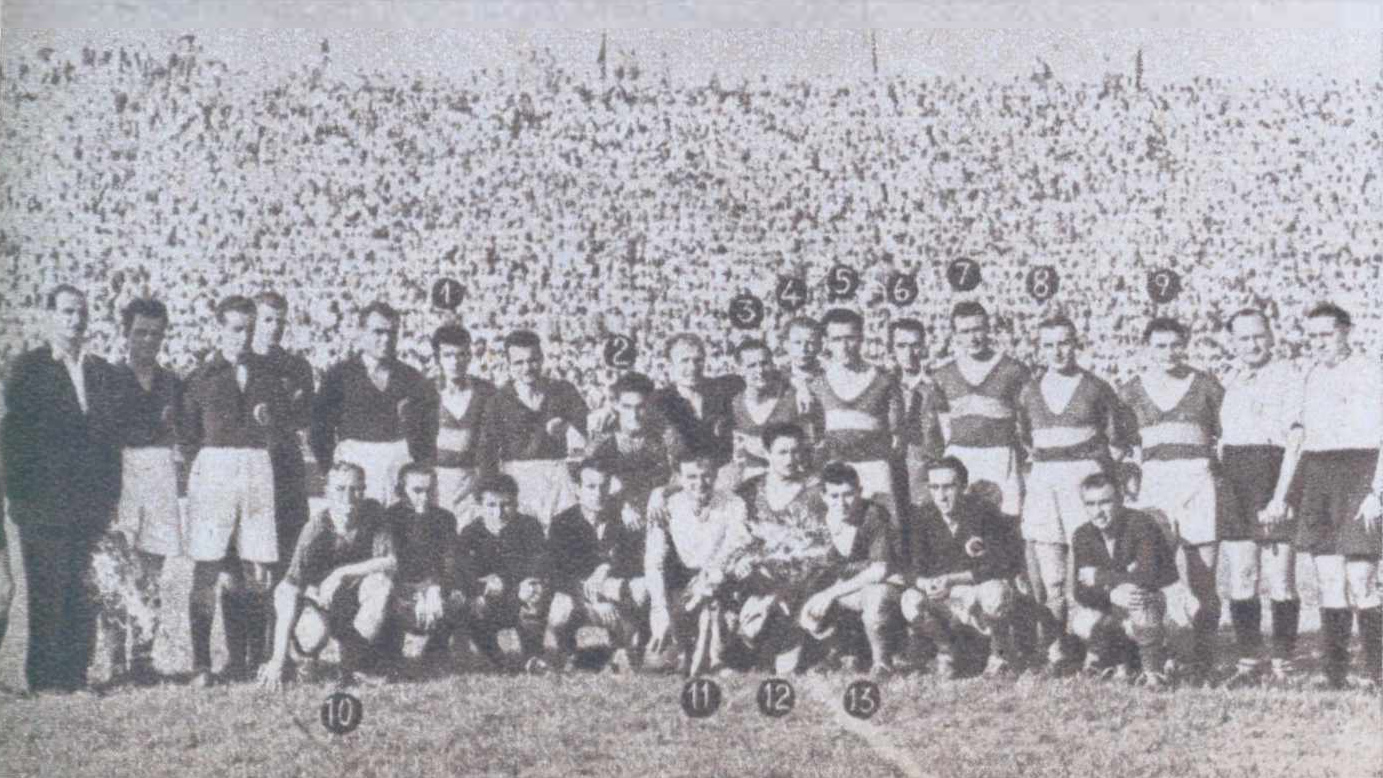
România-Bulgaria (1948) cu Moise Vass (nr. 8)

Moise Vass (n. 18 mai 1920, Turda, Cluj, România – d. 12 noiembrie 2005, Arad, România) a fost un fotbalist român. A fost campion al României cu UTA Arad.

## Palmares
- De trei ori câștigător al Diviziei A (1946-1947, 1947-1948, 1950)
- Câștigător al Cupei României (1947-1948)